# 5731 Zeus
5731 Zeus è un asteroide near-Earth del gruppo Apollo del diametro medio di circa 5,2 km. Scoperto nel 1988, presenta un'orbita caratterizzata da un semiasse maggiore pari a 2,2633229 au e da un'eccentricità di 0,6533443, inclinata di 11,42358° rispetto all'eclittica.